# Site vitrine
 (avril 2016).
Si vous disposez d'ouvrages ou d'articles de référence ou si vous connaissez des sites web de qualité traitant du thème abordé ici, merci de compléter l'article en donnant les références utiles à sa vérifiabilité et en les liant à la section « Notes et références ».
Un site vitrine est un site Web qui présente en ligne les produits ou les services d'une organisation, dans le but d'attirer simplement l'attention et d'éveiller l'intérêt des internautes de passage, le plus souvent sans permettre d'acheter directement le produit ou le service proposé.
Le site vitrine peut être dynamique ou statique. S'il est dynamique, des interactions seront possible pour les visiteurs (par exemple via des commentaires)  et/ou les administrateurs du site (par exemple via une interface privé de gestion du site).
La construction d'un site vitrine est souvent[réf. nécessaire] le premier pas[réf. nécessaire] d'une organisation vers le commerce électronique. Depuis 2016, un site vitrine est nettement insuffisant pour permettre à une organisation de bénéficier des avantages du commerce électronique.[réf. nécessaire]